# Lissocapsus
Lissocapsus is een geslacht van wantsen uit de familie van de Miridae (Blindwantsen). Het geslacht werd voor het eerst wetenschappelijk beschreven door Ernst Evald Bergroth in 1903.

## Soorten
Het genus bevat de volgende soorten:

- Lissocapsus wasmanni Bergroth, 1903